# Casas del Monte
Casas del Monte (extremadurai nyelven Las Casas del Monti) település Spanyolországban, Cáceres tartományban. Casas del Monte Zarza de Granadilla, La Granja, Segura de Toro, Navaconcejo, Rebollar, Valdastillas és Jarilla községekkel határos. Lakosainak száma 768 fő (2024).

## Népesség
A település népessége az elmúlt években az alábbi módon változott:
| Lakosok száma | 867  | 890  | 850  | 766  | 814  | 821  | 827  | 820  | 787  | 768  |
|               | 2001 | 2004 | 2006 | 2009 | 2011 | 2014 | 2016 | 2019 | 2021 | 2024 |